# Paulistana
Paulistana est une municipalité brésilienne située dans l'État du Piauí.